# ヘンリー・ウィンター・サイル
ヘンリー・ウィンター・サイル（Henry Winter Syle、1846年11月9日 - 1890年1月6日）は、聾者初めての米国聖公会司祭である。

## 経歴
ヘンリー・ウィンター・サイルは1846年に中国の上海で生まれた。サイルはトーマス・ギャローデットの生徒かつ教区民だった。彼は幼い時から耳が聞こえなかった。彼はコネチカット州ハートフォードのトリニティ・カレッジ、イギリスのケンブリッジにあるケンブリッジ大学セント・ジョンズ・カレッジ、ニューヘイブンのイェール大学に通った。サイルはギャローデットから司祭になるように激励された。1884年10月14日、彼は聾者初めての米国聖公会司祭になった。彼は1888年から死亡する1890年1月6日まで、聾者の集会を設けた。
米国聖公会の暦では、8月27日はサイルと彼の教師トーマス・ギャローデットを共に祝う。